# Station Kolding
Station Kolding is een station in Kolding, Denemarken.